# ستيف أفيري
ستيف أفيري (بالإنجليزية: Steve Avery) هو لاعب كرة قاعدة أمريكي، ولد في 14 أبريل 1970 في ترينتون في الولايات المتحدة.

## وصلات خارجية
- ستيف أفيري على موقع دوري كرة القاعدة الرئيسي (الإنجليزية)
- ستيف أفيري على موقعبيزبول رفرنس.كوم (الدوري الرئيسي) (الإنجليزية)
- ستيف أفيري على موقعبيزبول رفرنس.كوم (الدوري الثانوي) (الإنجليزية)
- ستيف أفيري على موقع إي إس بي إن.كوم (أم.أل.بي) (الإنجليزية)
- ستيف أفيري على موقع مشجعي الرسوم البيانية (الإنجليزية)